# Sergio Arellano Stark
Sergio Víctor Arellano Stark (Santiago, 10 de junio de 1921-Santiago, 9 de marzo de 2016) fue un militar chileno, con rango de general de división del Ejército de Chile, conocido por liderar la llamada «Caravana de la Muerte» en 1973, operación militar realizada entre septiembre y octubre de 1973 en el cual murieron al menos 93 personas,  durante la dictadura militar de Augusto Pinochet siendo además mencionado como uno de los principales perpetradores del golpe de Estado de 1973 que derrocó al entonces presidente chileno Salvador Allende.

## Carrera militar
Formado como oficial de infantería, realizó un curso de Estado Mayor en la Escuela de Comando y Estado Mayor de Fort Leavenworth, en los Estados Unidos, entre 1964 y 1965. A su regreso a Chile asumió como jefe de la Casa Militar, y en 1968, ya como coronel, fue nombrado edecán del presidente Eduardo Frei Montalva. Al año siguiente fue destinado como agregado militar en España.

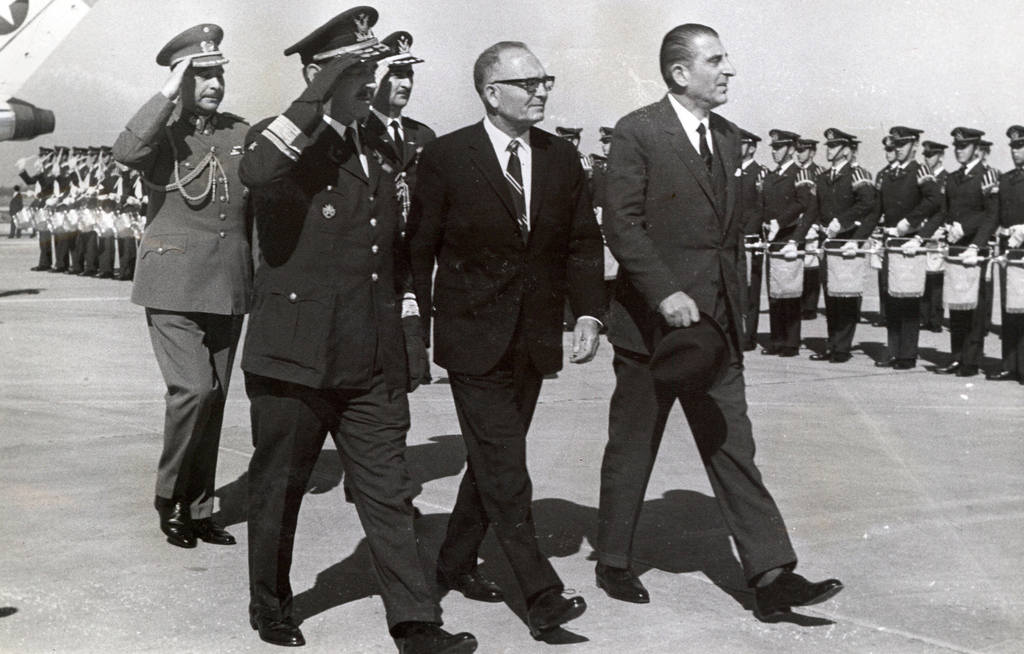
Con el presidente Eduardo Frei Montalva y el ministro del Interior Edmundo Pérez Zujovic.

En 1971 regresó a Chile y asumió como comandante del Regimiento de Infantería n.º 2 "Maipo", en el puerto de Valparaíso. En esa calidad, mantuvo reuniones conspirativas con efectivos de la Armada que originaron el golpe de Estado al gobierno del presidente Salvador Allende, entre ellos José Toribio Merino y Patricio Carvajal. En diciembre de 1972 regresó a Santiago como general, asumiendo el mando del nuevo comando de tropas del ejército en Peñalolén. A mediados de 1973 mantuvo nuevas reuniones que planificarían el golpe de Estado.

### Durante la dictadura militar
En octubre de 1973, fue designado por el general Augusto Pinochet como delegado de la Junta Militar de Gobierno, cuya principal función era la de «agilizar y uniformar criterios sobre la administración de justicia» de los prisioneros políticos.
Arellano y su comitiva militar recorrieron en un helicóptero Puma las ciudades del centro y sur de Chile: Rancagua, Curicó, Talca, Linares, Concepción, Temuco, Valdivia, Puerto Montt y Cauquenes. A su paso dejaron 26 personas muertas y regresando a santiago el 6 de octubre.
En el norte de Chile la misión partió el 16 de octubre de 1973, recorriendo las ciudades de La Serena, Copiapó, Antofagasta, Calama, Iquique, Pisagua y Arica. El saldo de muertos en la zona norte fue de 71 personas. Retornaron a Santiago el 22 de octubre de 1973. El recuento total fue de 97 personas entre el 30 de septiembre de 1973 y el 22 de octubre de ese mismo año. Este episodio es conocido como la «Caravana de la Muerte».
Acompañó a Pinochet a España al funeral de Francisco Franco en 1975.
Se retiró del Ejército el 2 de julio de 1976.

## Procesos judiciales por violaciones a los derechos humanos
El juez Juan Guzmán Tapia lo sometió a proceso en 2000, por el caso Caravana de la Muerte. Arellano Stark y otros cuatro exsoldados fueron condenados por el asesinato de cuatro personas.
El 15 de octubre de 2008, fue condenado por la Corte Suprema a seis años de prisión, por su participación en la llamada Caravana de la Muerte. El Fisco deberá pagar 80 millones de pesos a las querellantes del caso.
El 17 de noviembre de 2008, el Servicio Médico Legal, determinó que Arellano sufría de demencia mixta o multifactorial (Alzheimer y vascular) de unos quince meses de evolución, progresiva, crónica e irreversible, por lo que se determinó que no cumpliría los seis años de prisión a los que había sido condenado por la Corte Suprema.

## Fallecimiento
Falleció el 9 de marzo de 2016, a los 94 años de edad, por causas desconocidas, mientras estaba internado en una clínica privada aquejado de alzheimer, enfermedad que le valió el sobreseimiento por parte de la justicia. Al día siguiente, sus familiares y amigos le hicieron un funeral privado en el Cementerio Católico, siendo sus restos posteriormente cremados.